# Hadena argillacea
Hadena argillacea är en fjärilsart som beskrevs av Jacob Hübner 1827. Hadena argillacea ingår i släktet Hadena och familjen nattflyn. Inga underarter finns listade i Catalogue of Life.